# Sjajba Arena
Sjajba (ryska: Ледовая Арена "Шайба", Ledovaja Arena "Sjajba"), Sjajba Arena, är en inomhusarena med plats för 7 000 åskådare belägen i Sotji, Ryssland. Den färdigställdes 2013, inför olympiska vinterspelen 2014.

## Beskrivning och historik
Arenan skall upplåtas till ishockey och som konserthall. Bygget påbörjades 2012 och avslutades under 2013. Arenan användes vid vinter-OS 2014 och var en av spelplatserna för ishockeyturneringen vid de olympiska vinterspelen 2014, tillsammans med Bolsjoj ispalats. Sjajba är ryska för Puck, så det korrekta svenska namnet för Sjajba Arena borde vara "Puck Arena". 
Konstruktionen är möjlig att montera ned och är flyttbar exempelvis till en annan stad efter OS. Arenan blir även tävlingsplats under Paralympiska OS 2014 och var det för U18-VM i ishockey 2013. Bolsjoj ispalats och Sjajba Arena är placerade cirka 300 meter från varandra.